# Lophoptera leucostriga
Lophoptera leucostriga är en fjärilsart som beskrevs av George Francis Hampson 1905. Lophoptera leucostriga ingår i släktet Lophoptera och familjen nattflyn. Inga underarter finns listade i Catalogue of Life.